# Dorte Mandrup
Dorte Mandrup (28 luglio 1961) è un architetto danese, ha fondato e dirige lo studio di architettura Dorte Mandrup Arkitekter.

## Biografia
Finiti gli studi superiori, tramite una borsa di studio, ha frequentato per un anno il Department of Fine Arts del Glenville State College (GSC) in West Virginia, USA dove ha studiato scultura e ceramica. Dal 1988 al 1989 ha frequentato l'istituto di belle arti di Kolding. Nel 1989 si iscrive alla Scuola di architettura di Aarhus (Arkitektskolen Aarhus) dove conclude gli studi nel 1991.
Dopo la laurea inizia a lavorare presso lo studio Ahnfeldt-Mollerup & Wiesner Architects, dal 1992 al 1995 collabora con lo studio Henning Larsen Architects e nel 1995 fonda, insieme a Niels Fuglsang lo studio Fuglsang & Mandrup-Poulsen che si scioglie nel 1999 quando Mandrup fonda lo studio Dorte Mandrup Arkitekter con sede a Copenaghen.
Tra i suoi progetti più famosi vi sono il Wadden Sea Centre in Danimarca, lo Ilulissat Icefjord Centre, un centro per l'osservazione del cambiamento climatico realizzato in Groenlandia e un grattacielo a Brande che diverrà l'edificio più elevato del paese.
Nel maggio del 2017, in seguito al suo inserimento nell'elenco delle 50 architette più influenti pubblicato durante la giornata della donna, destò scalpore la sua dichiarazione di non voler essere chiamata "architetto donna" ma solo "architetto".
Nel 2019 ha vinto il concorso internazionale per la progettazione di "The Whale" un'attrazione turistica sull'isola di Andøya, Svalbard.
Nel 2020 Dorte Mandrup ha vinto il concorso internazionale per il progetto dell'Exilmuseum di Berlino il cui completamento è previsto nel 2026.

## Progetti

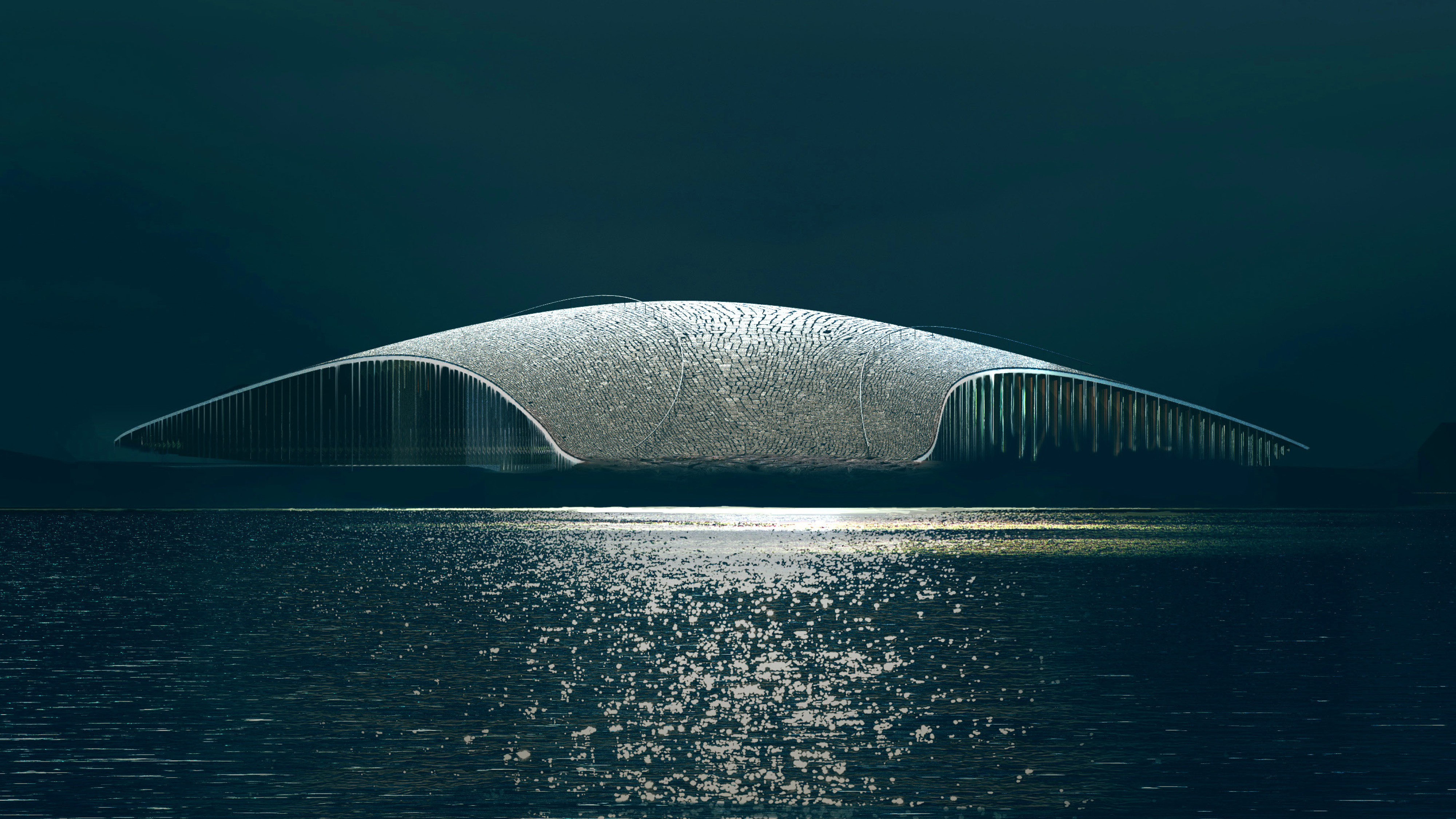
Il rendering di "The Whale", progetto sull'isola di Andøya in Norvegia

- Seaplane Hangar H53 a Holmen, Copenaghen (2001 e 2011)
- Centro culturale Holmbladsgade, Copenaghen (2001)
- Asilo nido di Skanderborggade, Copenaghen (2005)[5]
- Jægersborg Vandtårn, torre idrica e grattacielo a Gentofte, Danimarca (2005)
- Prismen, centro sportivo e culturale a Copenaghen (2006)
- Read-Nest, Asserbo, Danimarca (2008)[6]
- Centro giovanile e culturale a Gersonsvej, Copenaghen (2008)
- Centro culturale Saint Nicolai, Kolding, Danimarca (2008)
- Ampliamento della Bordings Independent School, Østerbro, Kopenhagen (2009)
- Centro della comunità a Herstedlund, Copenaghen (2009)
- Lange Eng Cohousing Community, Albertslund, Danimarca (2009)
- Ampliamento della Munkegårdsskolen a Gentofte, Danimarca (2009)
- Scuola dell'infanzia di Råå, Svezia (2013)[7], premiata nel 2016 con il Träpriset[8]
- Ama'r Children's Culture House, Copenaghen (2014)
- Valencia] – edificio commerciale, Copenaghen (2014)
- Ikea Hubhult, Malmö, Svezia (2015)
- Sundbyøster Hall, Copenaghen (2015)
- Sallingtårnet – torre panoramica, Aarhus, Danimarca (2015)
- Wadden Sea Centre, Danimarca (2017). Con questo progetto Mandrup nel 2022 entra nella shortlist del Mies van der Rohe Award 2022.[9]
- IKEA Copenhagen, Copenaghen (2019)
- Ilulissat Icefjord Centre, Ilulissat, Groenlandia (2019)

## Premi e riconoscimenti
- 2004 - Medaglia Eckersberg conferita dall'Accademia reale danese
- 2007 - Nykredit Architecture Prize
- 2008 - Medaglia C.F. Hansen
- 2019 - Berlin Art Prize of architecture division